# Вуд, Сэнктон
Сэнктон Вуд (англ. Sancton Wood, 27 апреля 1815, Хакни, Большой Лондон — 18 апреля 1886) — английский архитектор и геодезист, известный своими работами по строительству железных дорог.

## Биография
Сэнктон Вуд родился 27 апреля 1814 года в районе Нюрсери-Плейс, Хакни-Террас, Хакни, Лондон.  Был сыном Джона Вуда и Харриет Рассел. У Вуда было 5 сестер. Рождение Вуда было зарегистрировано в реестре рождений протестантов. Мать Вуда была племянницей художника Ричарда Смирка. Его семья по отцовской линии была торговцами хлопком родом из Камберленда. Вуда назвали Сэнктоном в честь его дяди по отцовской линии, Филиппа Сэнктона, лондонского торговца. Вуд посещал частную школу в Девоне, а затем школу в Хейзелвуде, Бирмингем. 11 марта 1839 года Вуд женился на Элизабет Саре Симсон (1810—1878) в Дедхэме, Эссекс. У пары было двое сыновей: Герберт Санктон Вуд (1844—1883) и Уильям Уиндер Вуд (1846—1876). В 1850 году семья переехала в Лондон, в дом 11 на Патни-Хилл, спроектированный Вудом. Он умер в этом же доме 18 апреля 1886 года и был похоронен вместе с женой и сыновьями на кладбище Патни-Лоуэр-Коммон.

## Карьера

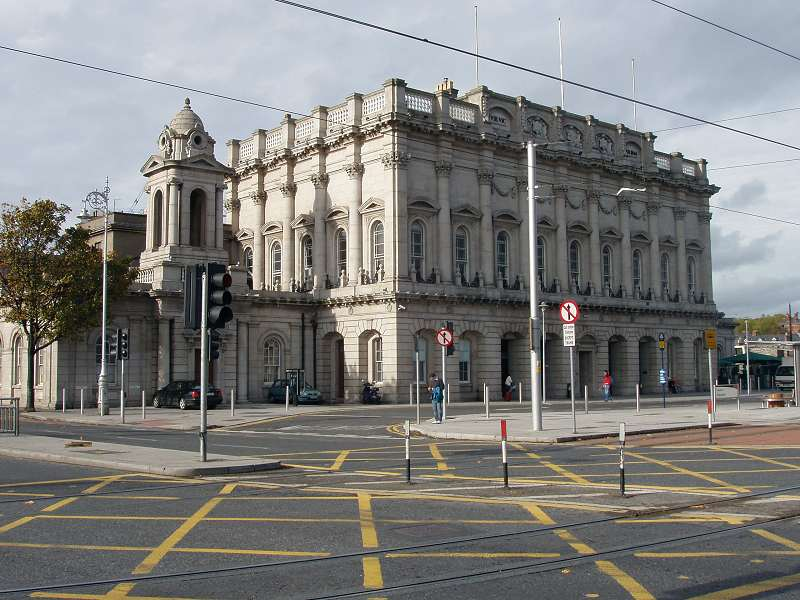
Станция метро Хьюстон в Дублине (первоначально называвшаяся станцией Кингсбридж), спроектированная Вудом и открытая в 1846 году.

Вуд получил работу учеником в офисе своего кузена, архитектора Роберта Смёрка. Позже он работал на брата Роберта, Сидни Смёрка. На этих должностях он получил образование в области классической архитектуры, что привело к его раннему признанию. Вуд открыл собственную практику в Англии и получил работу по проектированию станций для растущих железнодорожных сетей в Великобритании и Ирландии. Он также проектировал дома в Лондоне, в том числе некоторые у Ланкастерских ворот. В 1837 году Вуд спроектировал один из первых железнодорожных вокзалов Лондона для железной дороги Eastern Counties Railway в Шордитче. Его проекты были ограничены бюджетом, но Вуд добился успеха в ряде конкурсов, выиграв приз в 100 фунтов стерлингов для станции Ипсвич.
В 1845 году Вуд выиграл конкурс на лучший проект вокзала Кингсбридж и офисов компании в Дублине (ныне Хьюстон), обойдя 65 других проектов. За свой проект вокзала Блэкберн Вуд в 1846 году получил премию в 100 фунтов стерлингов. Вуд продолжал работать в Ирландии в течение нескольких лет, проектируя станции между Дублином и Корком для Great Southern и Western, а также на станции Limerick Junction. Его также пригласили спроектировать трибуну на ипподроме Карраг. Среди других станций, спроектированных Вудом, были станции на линиях Рагби и Стэмфорд (1846), а также на линиях Систон и Питерборо (1847).

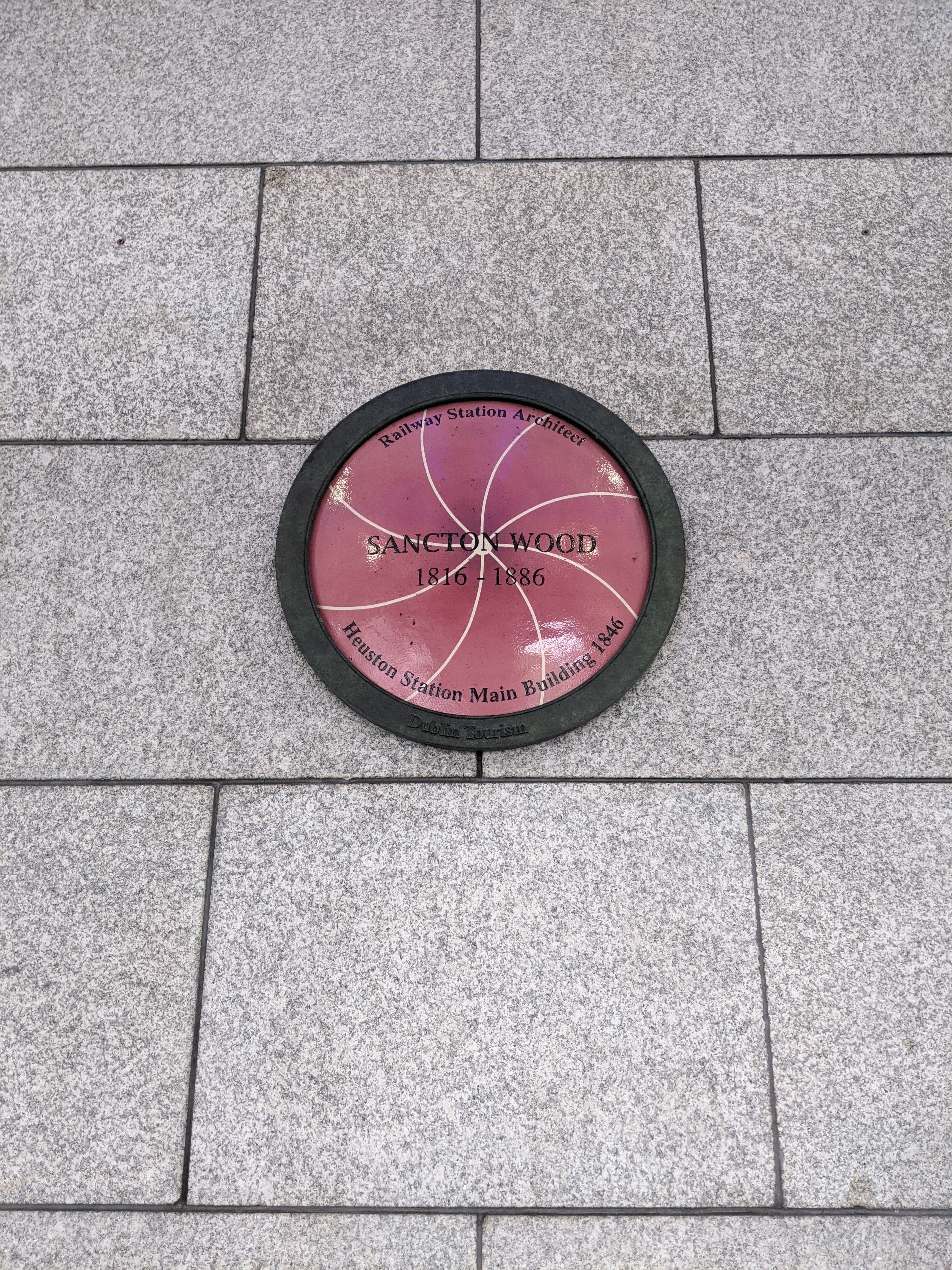
Мемориальная доска Вуду на станции Хьюстон

В 1841 году Вуд был избран членом Королевского института британских архитекторов, а в 1848 году — членом Института гражданских инженеров и членом Института геодезистов. Ему приписывают строительство ряда церквей, коммерческих зданий, поместий и школ в районе Лондона, включая офис страховой компании Queen's Assurance Company (1852), ратушу Хакни (1864) и ряд домов ленточной застройки Lancaster Gate (1857). Вуд служил окружным инспектором в Патни и Рохэмптоне, а с 1866 года окружным инспектором в церкви Св. Луки в Челси и был членом экзаменационной комиссии окружных инспекторов.